# Sköldgatan

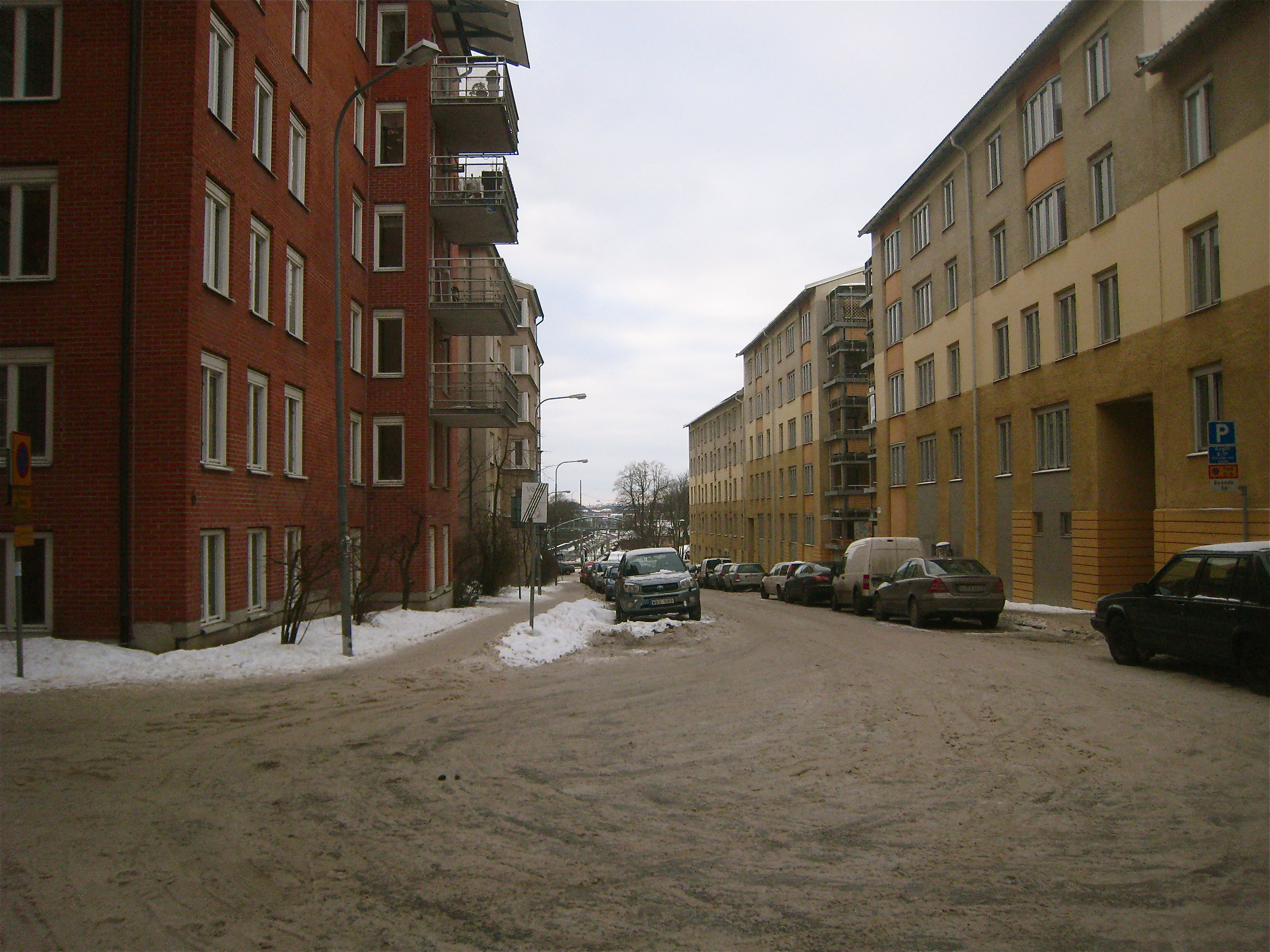
Sköldgatan mot väster. I fonden Ringvägen och Västra stambanans järnvägsspår som leder mot Årstabron.

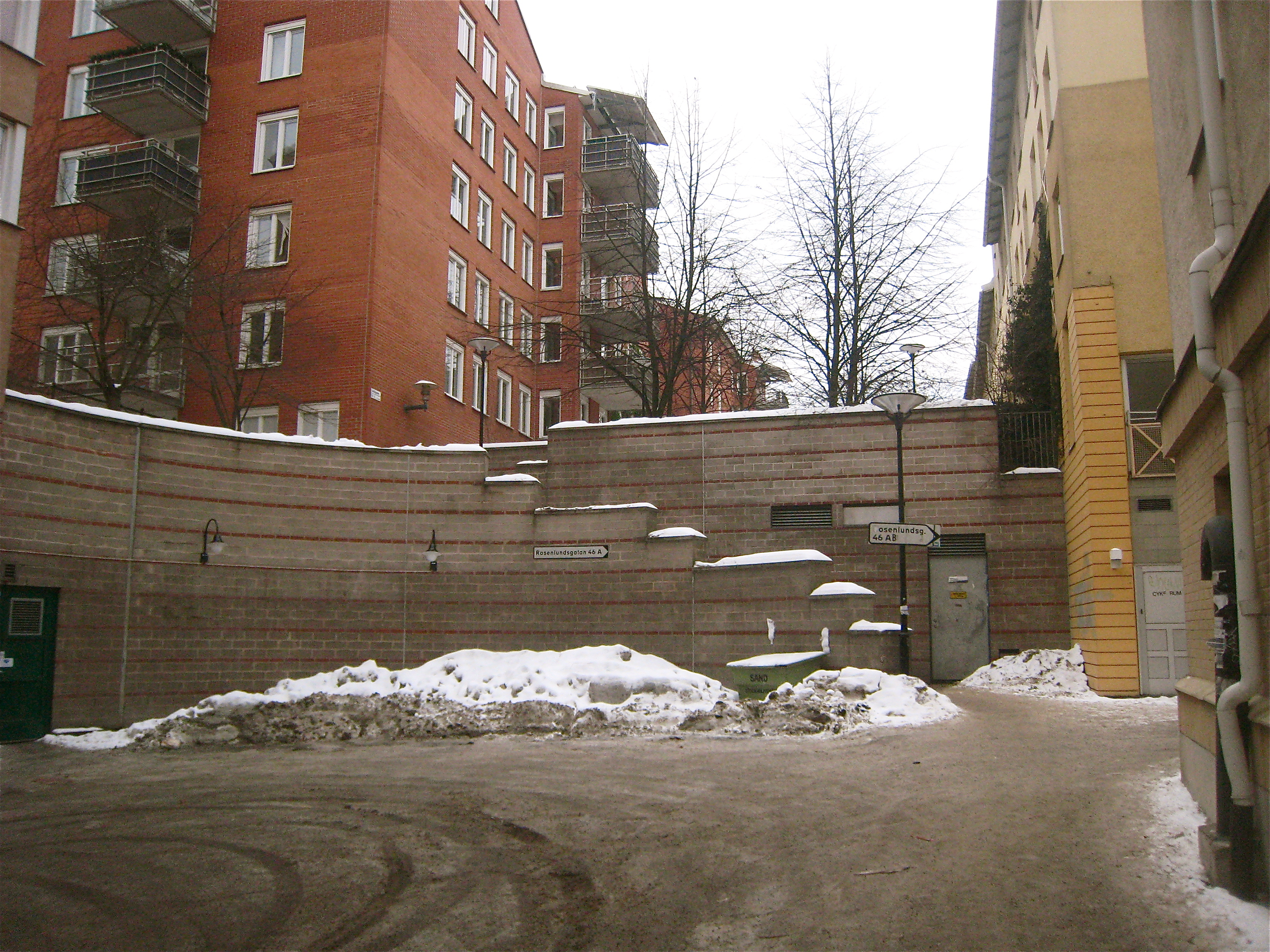
Trapporna som förbinder Roselundsgatan med Sköldgatan.

Sköldgatan är en gata på Södermalm i Stockholm. För motorfordon är gatan en återvändsgränd med vändplan, men förbinder Ringvägen med Rosenlundsgatan för gående via trappor. Sköldgatan ligger i den västra delen av Södra stationsområdet ned mot Tantolunden. Vägen går parallellt med gångstråket Södermalmsallén. Sköldgatan har svag lutning och inramas av bostadskvarteren Svärdet i norr och Skottet i söder.
Gatan fick sitt namn vid revisionen av gatunamn i Stockholm år 1885, och var då "den bibehållna reglerade delen av Tantogatan sydvest om jernvägen". Efter Årstabrons invigning och Västra stambanans nya sträckning 1929 kom Sköldgatan att gå från Ekermanska malmgården genom nuvarande Ånghästparken mot gamla Västra stambanans spårdike nedanför Maria Bangata. Sköldgatan fick sin nuvarande sträckning i samband med att det nya Södra stationsområdet uppfördes 1987 - 1990 och delen öster om Ringvägen gjordes om till gångstråk genom Ånghästparken. Den återstående stumpen väster om Ringvägen, vid Ekermanska malmgården i Tantolunden, fick då namnet Ekermans Gränd.
Stora delar av Sjöwall Wahlöös kriminalroman Brandbilen som försvann från 1969  kretsar kring en fastighet på gatan och den våldsamma brand som inleder boken. På tyska har boken fått titel Alarm in Sköldgatan. Det låg ett hus vid Sköldgatans gamla sträckning genom det som nu är Ånghästparken, som kan ha legat till grund för Sjöwall Wahlöös skildring. Dagens bostadsfastigheter är av senare datum. De är fördelade på två stora kvarter från 1987 - 1990 uppförda av Stockholmshem med cirka 600 respektive 250 lägenheter. Kvarteren ringas in av Rosenlundsgatan, Södermalmsallén, Ringvägen och Maria Bangata..